# Dù dì Bengal
Dù dì Bengal (danh pháp hai phần: Bubo bengalensis) là một loài chim thuộc họ Cú mèo. Dù dì Bengal phân bố ở Nam Á. Chúng được tìm thấy trong các khu rừng cây bụi miền đồi núi, và thường thấy sống thành cặp. Chúng là loài cú mèo lớn, và có "túm lông" trên đầu. Chúng có các mảng lông màu nâu và màu xám đan xen và có một mảng lông cổ họng màu trắng với các sọc đen nhỏ.

## Hình ảnh

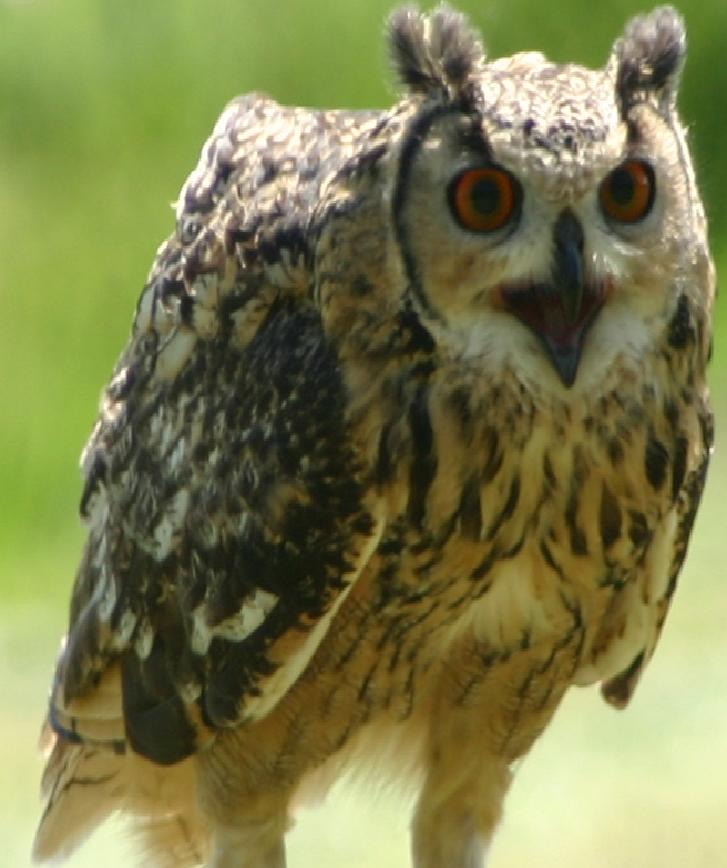
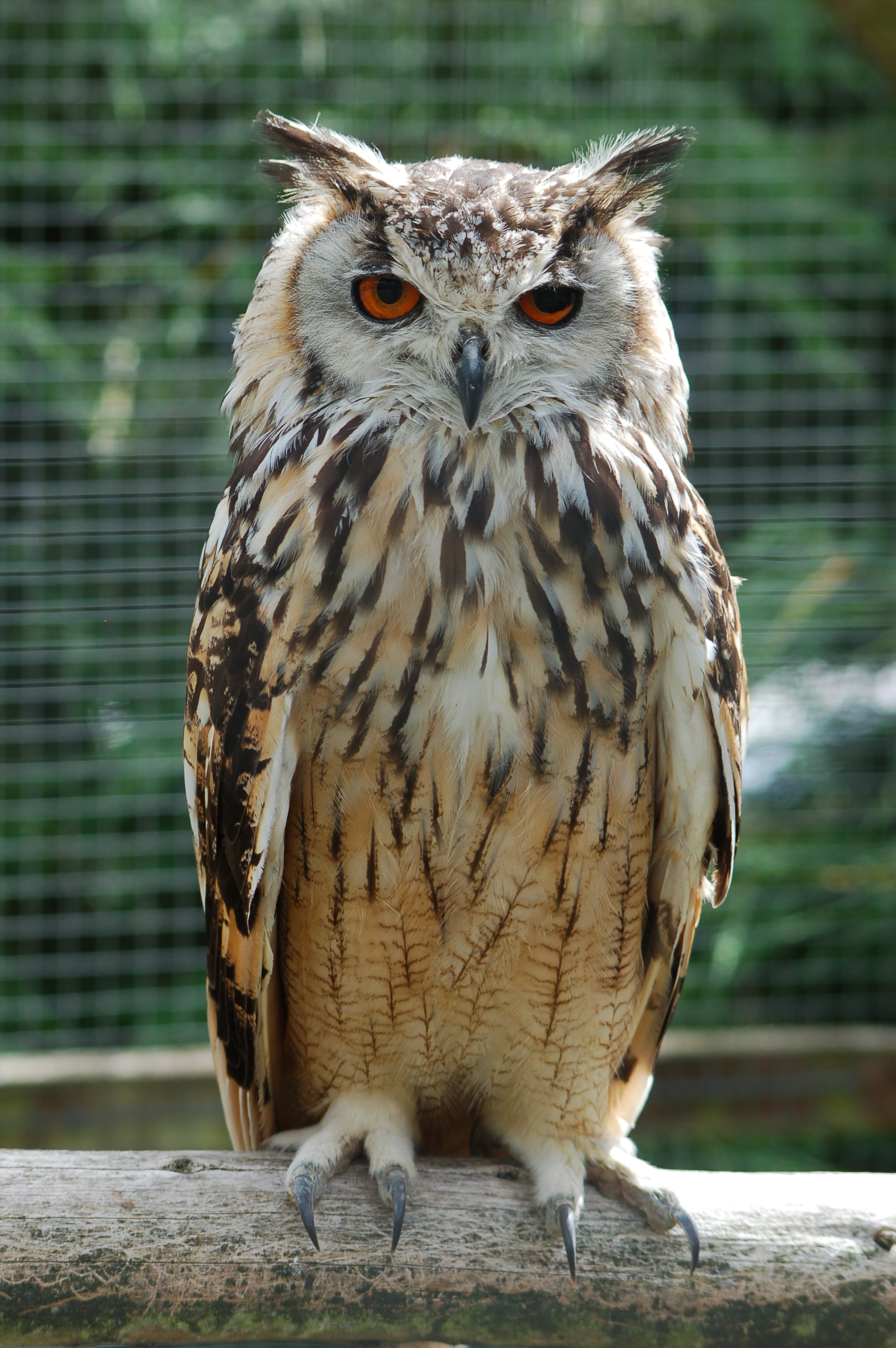
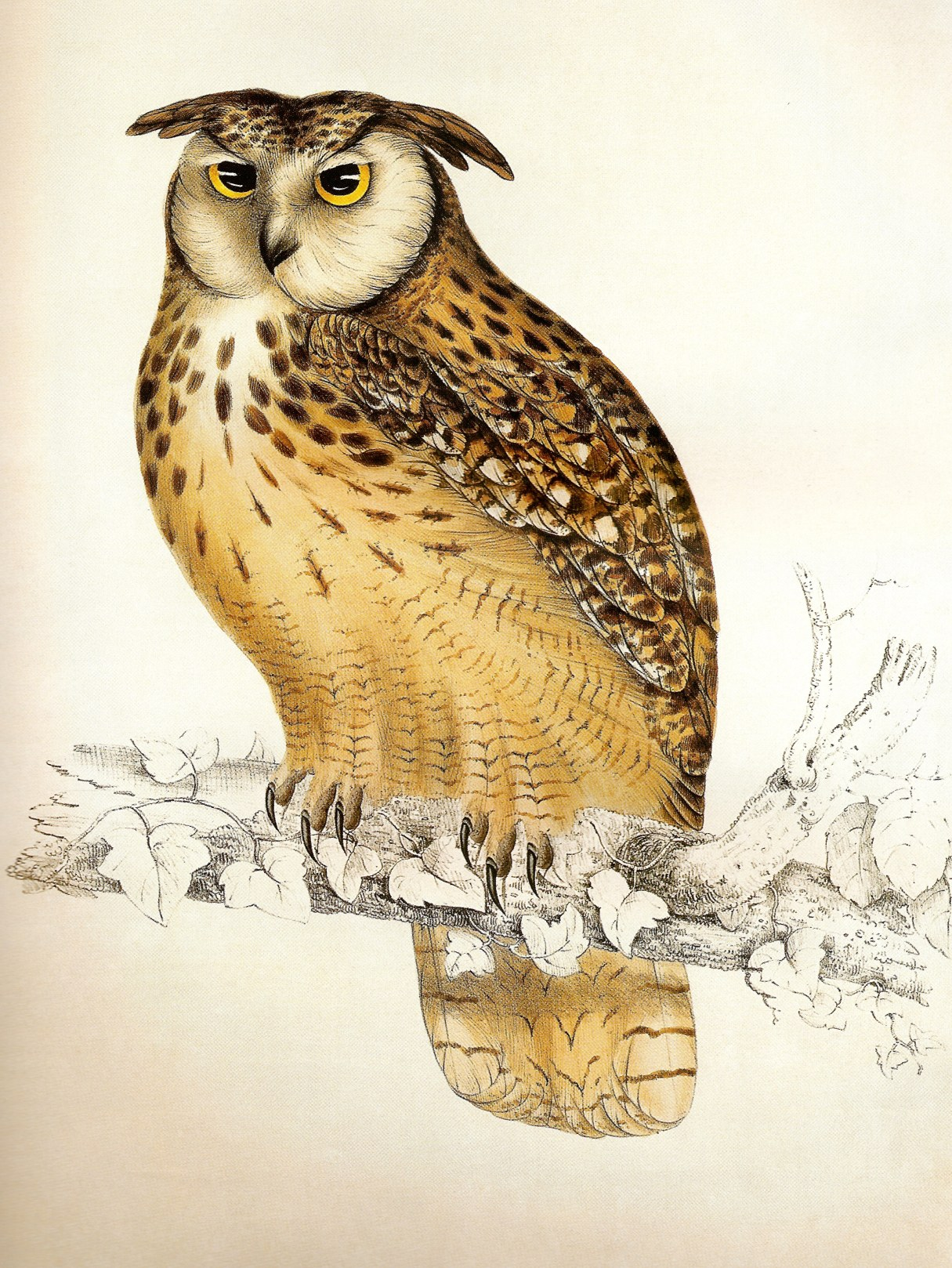
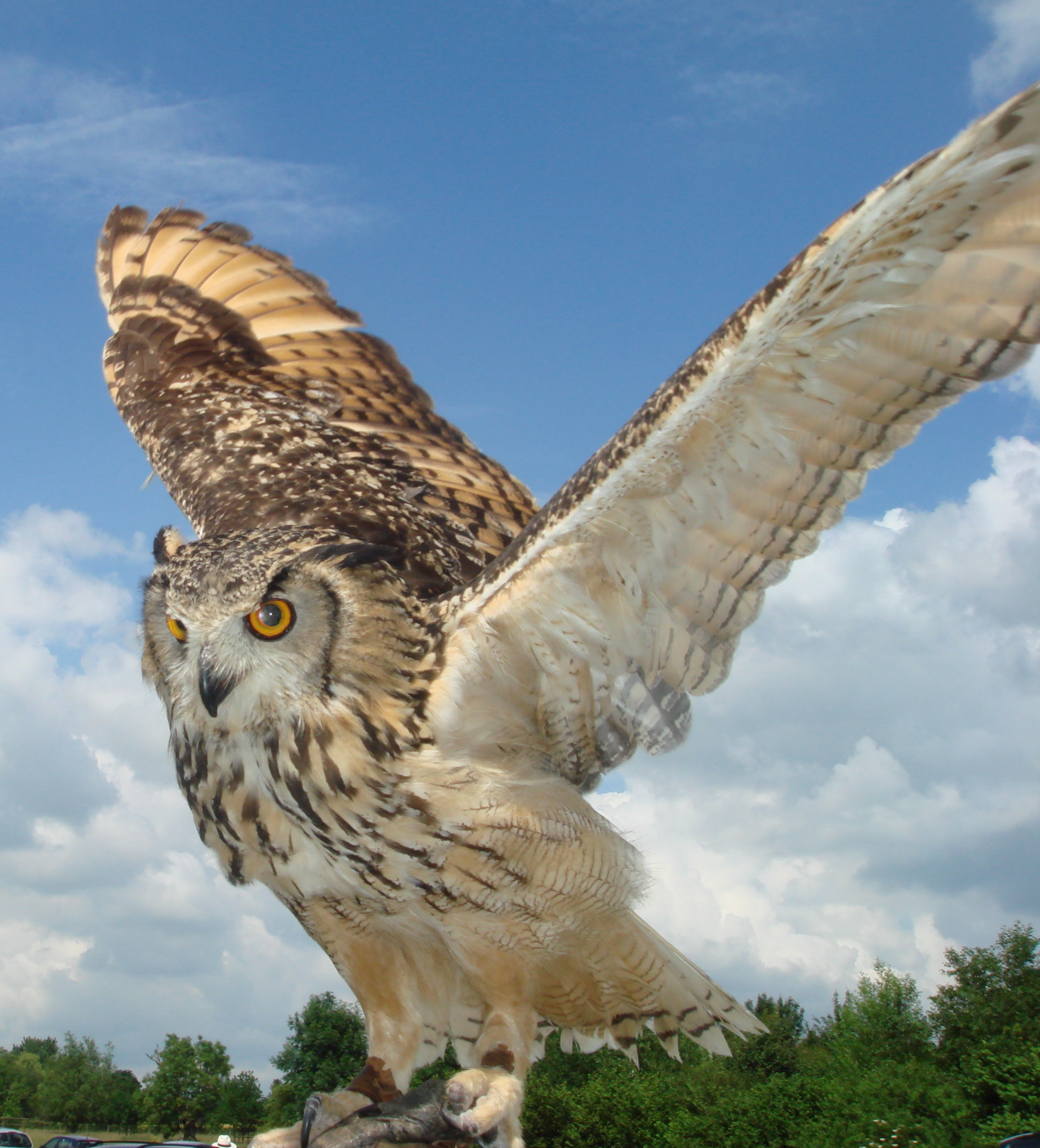
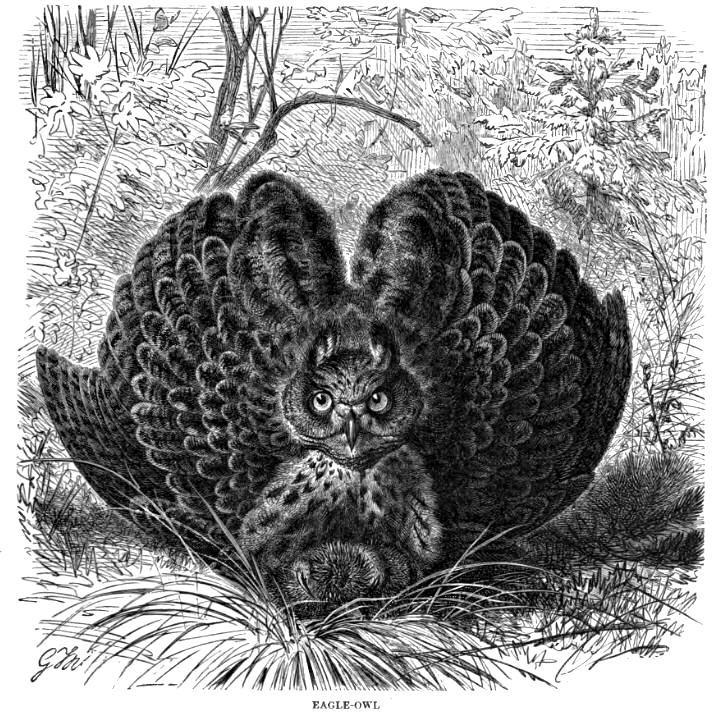